# Aguada (Porto Rico)
Aguada (pron. italiana: [əˈɡwɑːdə], pron. spagnola: [aˈɣwaða]) è una città di Porto Rico situata sulla costa nord-occidentale dell'isola. L'area comunale confina a nord con Aguadilla, a est con Moca e a sud con Añasco e Rincón. È bagnata a nord-ovest dalle acque del Canale della Mona, che collega l'Oceano Atlantico al Mar dei Caraibi. Il comune, che fu fondato nel 1739, oggi conta una popolazione di oltre 42 000 abitanti ed è suddiviso in 18 circoscrizioni (barrios).